# La bomba (film 1999)
La bomba è un film del 1999, diretto da Giulio Base, con protagonisti Enrico Brignano, Alessandro Gassmann, Rocco Papaleo e Lola Pagnani.
Questo è l'ultimo film interpretato da Vittorio Gassman e Shelley Winters.

## Trama
Nino e Sergio, il cui sogno è di fare gli attori, decidono di recarsi assieme a New York per divertimento e per sostenere un'audizione all'Actor's Studio. Fanno conoscenza con Gaetano, che condivide la loro aspirazione ma intanto si mantiene lavorando come cameriere. Decidono così di fare uno scherzo telefonico al dispotico proprietario cinese del ristorante, fingendosi mafiosi di una nuova famiglia italoamericana (ruolo che sembra sia il solo in cui li apprezzi anche l'esaminatrice dell'Actors Studio). La finta estorsione inaspettatamente viene presa sul serio. Ciò li incoraggia a portare avanti la finzione e a spacciarsi per criminali per guadagnare dei soldi, attirando ben presto le attenzioni della mafia cinese.
Finisce in un massacro, ma si tratta di un gioco metacinematografico: era tutta finzione, gli aspiranti attori erano davvero attori e sotto i nostri occhi stavano recitando la loro parte in un film.